# Zawieszka (anatomia)
Zawieszka (łac. transtilla, l. mn. transtillae) – część samczych narządów genitalnych u motyli wchodząca w skład fultura penis.
Zawieszka ma postać beleczki, przepaski lub różnego kształtu wyrostka łączącego grzbietowo-proksymalne kąty samczych walw. Ulokowana jest nad edeagusem i wchodzi w skład fultura superior.
Definiowana też bywa jako przedni koniec grzbietowego wyrostka dziewiątego sternum odwłoka lub winkulum.
Zawieszka występuje m.in. u zwójkowatych i wielu miernikowcowatych (np. u rodzaju Cidaria). U Opostegidae jest ona błoniasta. U wąsikowatych ma formę symetrycznej, łukowato wygiętej, zwykle trapezowatej płytki.